# Capo 13
Karl Håkansson, känd under artistnamnet Capo 13 (tidigare Don V och Versace Dos), född 6 januari 2001 i Lund, är en svensk rappare, skådespelare och före detta youtubare.

## Biografi
Sommaren 2017 började Capo 13 sin offentliga karriär med att öppna Youtube-kanalen Versace hoes. Videorna han publicerade på kanalen innehöll sociala experiment, videobloggar och pranks, där han brukade gå runt i lokala köpcentrum och utföra detta på. Kanalen genererade miljontals visningar och nådde över hundratusen prenumeranter.
2018 debuterade Capo 13 som artist när han under namnet Homeboy Kalle. Debut-singeln "FLYGA" gick viral och fick miljontals strömningar på diverse plattformar. Efter succén med "FLYGA" valde Capo 13 att byta spår på sin Youtube-kanal för att fullt ut satsa på musiken.
Den 6 januari 2019, på Capo 13s artonårsdag, utgavs hans debutalbum Lifestyle. Det trettonspåriga albumet släpptes utan ett skivbolag i ryggen och istället genom den Stockholmsbaserade distributionstjänsten Amuse. Albumet debuterade på en 39:e plats på den svenska albumtopplistan. Sedan 2023 är albumet nedtaget från alla strömningsplattformar och endast albumsinglarna "Tic Toc" och "Malmö t London" finns tillgängliga på Spotify.
Mellan 2019 och 2021 spelade Karl karaktären Tony, som var en av huvudrollerna i SVT:s ungdomsdramaserie Festen.
I samband med singelsläppet "Freddy Krueger", som släpptes i februari 2022, bytte DON V artistnamn till Capo 13. I samband med relanseringen skapade Capo 13 en ny artistprofil på Spotify och flyttade över några släpp, däribland singeln "Enjoy yo life", "Frank Sheeran" och kollaborations-EP:n Hoodfamous med Alex Ceesay. Många av Capo 13s nästkommande singlar efter namnbytet, däribland "Camaro", "Dum Dum" och "Colombiana", tog fart på appar som Tiktok och gick virala på Spotify.

## Filmografi

### Roller och medverkan
- 2019–2021 – Festen

## Diskografi under Capo 13

### Studioalbum
- 2024 – Hoodfamous 2 (kollaborations-EP med Alex Ceesay)

### Singlar
- 2022 – Freddy Krueger
- 2022 – Soldados
- 2022 – Sant
- 2022 – Camaro
- 2022 – Wag1
- 2023 – Dumbom
- 2023 – Colombiana
- 2023 – Vart Du Än Går
- 2024 – Tonight
- 2024 – Unga Miljonärer (med Sa666ce)
- 2024 – Live Fast (med Sa666ce)

### Inhopp
- 2023 – Burna boi (med Nathan K)
- 2024 – Yasuragi (med Alex Ceesay)

## Diskografi under DON V

### Studioalbum
- 2019 – Lifestyle
- 2020 – Heaven or Hell
- 2021 – Hoodfamous (kollaborations-EP med Alex Ceesay)

### Singlar
- 2018 – Kom på mig (med OBEY)
- 2018 – Papi (med OBEY)
- 2018 – Flyga
- 2018 – Gangbang (med Baba Moe)
- 2018 – Illojal (med Lokal)
- 2018 – Mi amore
- 2018 – Wina den (med Remi Young)
- 2018 – Mar1ah (med Remi Young)
- 2018 – Malmö t Lund
- 2018 – Tic Toc
- 2019 – Kenzo (med Akke och Meezy)
- 2019 – Energi
- 2019 – Dicaprio
- 2019 – Vi Kan Det
- 2019 – Leva Med Oss
- 2020 – Baloo och Mowgli (med Ozz6y)
- 2020 – Frank Sheeran
- 2020 – Dior
- 2020 – Laserdome
- 2020 – 2 sicarios (med Asme)
- 2020 – ’’I’m a Thot Bitch (med Alex Ceesay)
- 2021 – Blodiga händer
- 2021 – Capo
- 2021 – Reaper's Child (med Alex Ceesay)
- 2021 – Plugs (med Elias Abbas)
- 2021 – Tro mig
- 2021 – Rockstar (med 9liv)
- 2021 – Enjoy yo life